# Zelengrad (Chorvatsko)
Zelengrad je vesnice v severozápadní Dalmácii, která administrativně připadá k městu Obrovac v Zadarské župě v Chorvatsku. Nachází se v oblasti zvané Bukovica ve vzdálenosti 5 km jihovýchodně od Obrovace.

## Obyvatelstvo
V roce 2011 ve vesnici žilo 77 obyvatel. Před chorvatskou operací Bouře v roce 1995 se jednalo o převážně srbskou vesnici. Podle sčítání z roku 1991 ve vesnici žilo 512 obyvatel z toho 458 Srbů, 52 Chorvatů a 2 obyvatelé jiné národnosti.

## Památky
Ve vesnici se nachází pravoslavný kostel svatých apoštolů Petra a Pavla z roku 1856. Byl zdevastován v první polovině 90. let a znovu obnoven v roce 2009.

## Příjmení
Ve vesnici se mezi pravoslavnými Srby vyskytovala převážně příjmení Adam, Čeprnja, Gagić, Olujić, Pupovac, Tepša, Veselinović a Začević. Mezi katolickými Chorvaty převládá příjmení Mitrovič.